# Joelson Fernandes
Joelson Fernandes, né le 28 février 2003 à Bissau en Guinée-Bissau, est un footballeur portugais qui évolue au poste d'ailier gauche à Hatayspor.

## Biographie

### En club
Né à Bissau en Guinée-Bissau, Joelson Fernandes est notamment formé par le Sporting CP. Le 1er juillet 2020, il joue son premier match en équipe première lors d'une rencontre de championnat face au Gil Vicente FC. Il entre en jeu et son équipe s'impose par deux buts à un. 
Le 31 août 2021, Fernandes est prêté pour deux saisons au FC Bâle, en Suisse. Le club dispose d'une option d'achat sur le joueur,.
Le 2 septembre 2022, le prêt de Fernandes au FC Bâle prend fin prématurément et il retourne au Sporting CP
Le 10 juillet 2023, Joelson Fernandes rejoint la Turquie afin de s'engager en faveur de Hatayspor.
Fernandes inscrit son premier but pour Hatayspor le 9 août 2024, à l'occasion de la première journée de la saison 2024-2025 de SüperLig face à Galatasaray. Il est titularisé et ouvre le score mais ne peut empêcher la défaite de son équipe malgré son but (2-1 score final).

### En sélection
Possédant la double nationalité portugaise et bissaoguinéenne, Joelson Fernandes a le choix pour représenter l'un de ces deux pays. Il opte pour le Portugal en sélection de jeunes. 
Avec les moins de 19 ans, il joue un total de neuf matchs entre 2021 et 2022 et marque un but. Il officie également à deux reprises comme capitaine de cette sélection. 
Joelson Fernandes joue son premier match avec l'équipe du Portugal espoirs le 4 septembre 2020 face à Chypre. Il entre en jeu à la place de Pedro Neto, et son équipe s'impose par quatre buts à zéro.